# Mączny Most
Mączny Most (ros. Мучной мост) – most stanowiący przeprawę przez kanał Gribojedowa leżący na terenach miasta Sankt Petersburg w Rosji. Most ten wybudowany został po raz pierwszy w 1931 roku jako konstrukcja drewniana podtrzymująca rury ciepłownicze, kolejnym etapem w historii mostu była jego przebudowa w 1951 roku, zmiana konstrukcji drewnianej na łukową konstrukcję stalową, oraz otwarcie go na ruch pieszych, a w 1952 roku zainstalowano na nim balustradę. Całkowita długość mostu wynosi 22,5 m, a jego szerokość równa jest 2,3 metra. Swoją nazwę zawdzięcza magazynowi mąki z XVIII wieku, który znajdował się w sąsiedztwie mostu.